# Motor GM 60-Degree V6

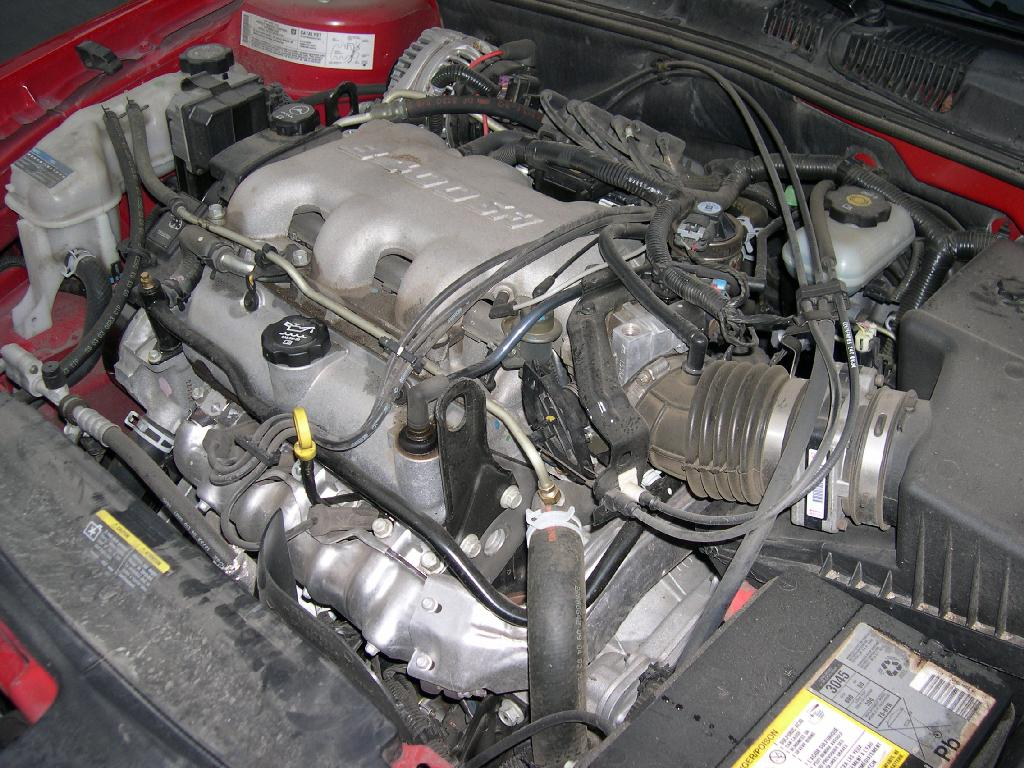
Motor 3.4L equipat en un Pontiac Grand Am del 2005

El Motor 60-Degree V6 és una família de motors que va sorgir el 1980 amb el 2.8L V6 Chevrolet. Excepte el LQ1, tots són de tipus pushrod.
Aquesta família de motors segueix activa, amb la High Value de General Motors.

## Generació I
La primera generació de motors tenien el bloc i la culata d'acer tipus OHV. Aquesta generació es fabricarà els anys 1980-1996 i existiran 2 versions diferents:
- Motor transversal per als de tracció davantera.
- Motor longitudinal per als de propulsió.

### Transversal

#### LE2
El motor 2.8L LE2 va ser la primera versió del motor de 60º. Té un diàmetre (bore) de 89 mm i la carrera (stroke) és de 76 mm i és de disposició transversal. va ser fabricat els anys 1980-1986 per als cotxes que usaven xassís X. Aquests motors equipaven un carburador de doble cos, que desenvolupa una potència de 115 CV i una torsió de 183 N·m.
Vehicles que equipen aquest motor:
- 1980-1984 Buick Skylark
- 1980-1984 Oldsmobile Omega
- 1980-1984 Pontiac Phoenix
- 1980-1985 Chevrolet Citation

#### LH7
Presentat el 1981, el LH7 era una versió High Output del LE2 per a les versions esportives dels cotxes que usaven xassís X. Seguia usant un carburador de doble cos, que desenvolupa una potència de 135 CV i una torsió de 197 N·m. El 1984 serà substituït pel L44
Vehicles que equipen aquest motor:
- 1982-1984 Buick Century
- 1982-1984 Oldsmobile Omega
- 1982-1984 Pontiac Phoenix
- 1982-1985 Chevrolet Citation X-11

#### L44
Fabricat durant els anys 1985-1988, el L44 era un motor High Output que a diferència de l'anterior LH7, usa un sistema d'injecció electrònica Multi-port fuel injection. La potència era de 140 CV i una torsió de 230 N·m.
Vehicles que equipen aquest motor:
- 1985-1988 Pontiac Fiero

#### LB6
El LB6 va ser fabricat els anys 1985-1990. Era un motor High Output que usava un sistema d'injecció electrònica Multi-port fuel injection.
Vehicles que equipen aquest motor:
- 1986-1987 Chevrolet Cavalier Z24
- 1986-1989 Pontiac 6000
- 1985 Chevrolet Citation, X-11 i alguns paquets d'equipament
- 1987-1990 Chevrolet Beretta GT
- 1982-1989 Chevrolet Celebrity
- 1987 Buick Century

### Longitudinal
Les versions amb motor longitudinal eren lleugerament diferents amb les de motor transversals (tot i que hi estan basades).

#### LC1
El motor 2.8L LC1 va ser fabricat els anys 1982-1984. És un motor High Output de carburador de doble cos que equipen els vehicles que usaven xassís F. El motor rendia 102 cv i una torsió de 197 N·m. Va ser substituït el 1985 pel motor LB8.
Vehicles que equipen aquest motor:
- 1982-1984 Chevrolet Camaro
- 1982-1984 Pontiac Firebird

#### LR2
El motor 2.8L LR2 va ser fabricat els anys 1982-1990. És un motor destinat per les camionetes, de carburador de doble cos. El motor rendia 115 cv i una torsió de 203 N·m.
Vehicles que equipen aquest motor:
- 1982-1986 Chevrolet S-10/Chevrolet S-10 Blazer
- 1982-1986 GMC S-15/GMC S-15 Jimmy
- 1984-1986 Jeep Cherokee
- 1986 Jeep Comanche
- 1990-1991 Isuzu Trooper

#### LL1
El motor 2.8L LL1 va ser fabricat els anys 1983-1984. És la versió High Output del motor LC1. Rendia 115 cv
Vehicles que equipen aquest motor:
- 1983-1984 Pontiac Firebird

#### LB8
El motor 2.8L LB8 va ser fabricat els anys 1985-1989. És un motor que substitueix el LC1. El sistema d'alimentació era MPFI i no de carburador. El motor rendia 135 cv i una torsió de 224 N·m.
Vehicles que equipen aquest motor:
- 1985-1990 Chevrolet Camaro
- 1985-1989 Pontiac Firebird
- 1988-1989 Oldsmobile Cutlass Supreme

#### LL2
El motor LL2 va ser fabricat els anys 1982-1983 i, novament els anys 1990-1993.

## Generació II
La segona generació va presentar-se el 1987. Amb la mateixa cilindrada, utilitza una culata d'alumini. El 1988, es presenta una versió del 2.8 L amb la carrera allargada, el motor 3.1 L (3136 cc) que té el mateix diàmetre (bore) de 89 mm i una carrera (stroke) de 84 mm. Aquest motor va ser fabricat simultàniament amb el 2.8 L (totes amb sistema MPFI) fins al 1990 quan aquest va deixar-se de fabricar.
Posteriorment va crear-se una versió amb un motor 3.4 L LQ1. El 1995 es deixa de fabricar aquesta generació amb l'entrada de la Generació III l'any 1993.
Vehicles que equipen el motor 2.8 L 60° V6:
- 1988 Buick Regal
- 1987-1990 Chevrolet Beretta
- 1987-1989 Chevrolet Cavalier Z24
- 1987-1990 Chevrolet Corsica
- 1987-1989 Pontiac 6000
- 1988 Pontiac Grand Am

Vehicles que equipen el motor 3.1 L 60° V6:
- 1994-2002 Buick Century
- 1989-1996 Buick Regal
- 1994-1998 Buick Skylark
- 1990-1996 Chevrolet Beretta
- 1990-1992 Chevrolet Camaro
- 1990-1994 Chevrolet Cavalier
- 1990 Chevrolet Celebrity
- 1991-1996 Chevrolet Corsica
- 2000 Chevrolet Impala
- 1990-2001 Chevrolet Lumina
- 1990-1995 Chevrolet Lumina APV
- 1997-2003 Chevrolet Malibu
- 1995-2000 Chevrolet Monte Carlo
- 1994-1998 Oldsmobile Achieva
- 1990-1999 Oldsmobile Cutlass Supreme
- 1994-1996 Oldsmobile Cutlass Ciera
- 1990-1995 Oldsmobile Silhouette
- 1988-1991 Pontiac 6000
- 1990-1992 Pontiac Firebird
- 1989-1998 Pontiac Grand Am
- 1990-2003 Pontiac Grand Prix
- 1991-1994 Pontiac Sunbird
- 1990-1995 Pontiac Trans Sport

### LG6
El motor 3.1 L LG6 va ser fabricat durant els anys 1987-1996. El sistema d'alimentació és el TBI.

### LH0
El motor LH0 va començar la seva fabricació l'any 1988, i el primer vehicle que va equipar-lo és el Pontiac 6000 STE AWD. Equipava un sistema MPFI (car en aquell temps). Degut a la seva fiabilitat, va seguir-se fabricant fins al 1996.

### LG5
El motor LG5 era una versió especial del motor 3.1 L amb turbocompressor, fabricat amb McLaren els anys 1989-1990. Usava el mateix sistema MPFI i altres parts del motor LH0, però rendia 205 cv i una torsió de 305 N·m @ 2100 rpm.
Vehicles que equipen aquest motor:
- 1989-1990 Pontiac Grand Prix Turbo

## Generació III
Presentada el 1993 amb l'Oldsmobile Cutlass Supreme. Seguia usant un bloc d'acer i una culata d'alumini, però el disseny de la culata va redisenyar-se per donar una millor entrada d'aire.

### L82
El motor 3.1 L L82 va ser una versió High Output del motor LH0, fabricada els anys 1994-1999. Té un diàmetre (bore) de 89 mm i una carrera (stroke) de 84 mm i una relació de compressió de 9.5:1. La potència era de 160 cv @ 5200 rpm i de torsió 250 N·m @ 4000 rpm 

### LG8
El motor 3.1 L LG8 va ser fabricats els anys 1999-2005. Segueix tenint el mateix bloc d'acer i culata d'alumini, pushrod de 2 vàlvules per cilindre però amb un sistema d'injecció electrònica seqüencial SFI, i altres modificacions que comparteix amb el High Value, millorant les emissions i obtenint la qualificació de LEV. La potència era de 170-175 cv i una torsió de 258-264 N·m.
El LG8 va ser fabricat a Ramos Arizpe, Mèxic i Tonawanda, Nova York.
Vehicles que equipen aquest motor:
- 1999-2003 Pontiac Grand Prix
- 1999-2005 Buick Century
- 1999-2003 Chevrolet Malibu

### 3.4 L/3400
General Motors va fabricar 3 diferents variants del motor 3.4 L: La versió L32, de diàmetre major però la mateixa carrera del 3.1 L (no confondre'l amb el 90° Serie III L32 supercharged), el LA1, i la versió d'altes prestacions LQ1, aquest últim, no pushrod.

#### L32
La potència d'aquest 3.4 L 'L32 era de 160 cv @ 4600 rpm i una torsió de 270 N·m @ 3600 rpm.
Vehicles que equipen aquest motor:
- 1993-1995 Chevrolet Camaro
- 1993-1995 Pontiac Firebird

#### LQ1
El motor 3.4 L LQ1, anomenat "Twin Dual Cam" va ser la versió DOHC del motor 3.1 L LH0. Va ser fabricat els anys 1991-1997, distingint els anys 1991-1993 que equipa un motor MPFI que rendia 200-210 cv @ 5200 rpm i 290 N·m @ 4000 rpm i la dels anys 1994-1997 que usa SFI i rendeix 215 cv @ 5200 rpm i 300 N·m @ 4000 rpm.
Té un diàmetre (bore) de 92 mm i una carrera (stroke) de 84 mm.
Vehicles que equipen aquest motor:
- 1991-1994 Chevrolet Lumina Z34 i la 3.4 sedan
- 1991-1995 Oldsmobile Cutlass Supreme
- 1991-1996 Pontiac Grand Prix
- 1995-1997 Chevrolet Monte Carlo Z34
- 1995-1997 Chevrolet Lumina LS

#### LA1
El motor 3.4 L LA1 3400 (3350 cc) era una versió derivada del LG8. Es tracta del motor usat per les furgonetes de GM que usen la plataforma U el 1996, i el 1999 va aparèixer als cotxes. La potència és de 170-185 cv i la torsió és de 285 N·m.

Vehicles que equipen aquest motor:
- 1996 Chevrolet Lumina APV/Pontiac Trans Sport/Oldsmobile Silhouette
- 1997-2004 Chevrolet Venture/Pontiac Montana/Oldsmobile Silhouette
- 1999-2004 Oldsmobile Alero GL/GLS
- 1999-2005 Pontiac Grand Am SE/GT
- 2002-2005 Pontiac Aztek/Buick Rendezvous
- 2000-2005 Chevrolet Impala
- 2000-2005 Chevrolet Monte Carlo

### Xina
La producció d'aquest motor va començar a la Xina degut a l'èxit del Buick a la Xina. La importació d'aquests motors fabricats d'aquest país als Estats Units va començar el 2004 amb el LNJ que equipa el Chevrolet Equinox.

#### LB8
El motor 2.5 L (2490 cc) LB8 és el motor base de General Motors a la Xina. Deriva del motor LG8, amb el mateix diàmetre (bore) de 89 mm però amb una carrera (stroke) més curta (66.7 mm). Segueix tenint el mateix esquema del bloc d'acer i culata d'alumini, tipus pushrod de 2 vàlvules per cilindre. La potència és de 145 cv i 210 N·m de torsió.
Aquest motor el fabrica Shanghai GM in Xangai, Xina.
Vehicles que equipen aquest motor:
- Buick GL/GLX (China)

#### LW9
El motor 3.0 L (2986 cc) LW9 va ser una versió del LB8 amb una carrera (stroke) més llarga (80 mm). La potència és de 170 cv i 251 N·m.
Vehicles que equipen aquest motor:
- Buick GL/GLX/GL8 (China)
- Buick LaCrosse (China, Taiwan)

#### LNJ
El motor 3.4 L LNJ és una versió modificada del motor 3400. Construït a Xangai, Xina, s'importa als Estats Units a on l'equipen el Chevrolet Equinox i el Pontiac Torrent.